# Neomicin
Neomicín je aminoglikozidni antibiotik, ki se uporablja za lokalno zdravljenje na površini telesa (v obliki krem in mazil) ali v prebavilih, ker se ne absorbira v črevesu. Uporablja se tudi pri hepatični encefalopatiji, ker zmanjša bakterijsko tvorbo amonijaka v črevesu.
Leta 1949 sta ga na univerzi Rutgers odkrila mikrobiolog Selman Waksman in njegov študent Hubert Lechevalier. V naravi ga proizvaja bakterija Streptomyces fradiae.

## Uporaba
Neomicin se običajno uporablja v zdravilih za topično aplikacijo na površini telesa. Kot antibiotik preprečuje in zdravi bakterijske okužbe kože, ni pa učinkovit proti virusom in glivicam. Uporablja se tudi preroralno (z zaužitjem), običajno sočasno z drugimi antibiotiki. Neomicin se ne absorbira iz prebavil in se zato uporablja zaradi lokalnega delovanja, na primer pri hepatični encefalopatiji in hiperholesterolemiji. Zaradi antibiotičnega delovanja v črevesu zavira bakterije in posledično njihovo tvorbo amonijaka. Nizke ravni amonijaka v krvi preprečujejo hepatično encefalopatijo; v ta namen se neomicin uporablja na primer pred operativnimi posegi na prebavilih. Uporablja se tudi za zdravljenje bakterijskega preraščanja tankega črevesa. Neomicin se ne sme injicirati, saj je izrazito nefrotoksičen (škodljivo deluje na ledvice), tudi v primerjavi z drugimi aminoglikozidi. Izjemoma se v oblikah za injiciranje uporablja v nekaterih cepivih kot konzervans, vendar so tam njegove količine zelo majhne, običajno 0,025 mg na odmerek.